# Serguéi Nóvikov (biatleta)
Serguéi Nóvikov, también transliterado como Siarhéi Nóvikau, –en bielorruso, Сяргей Новікаў; en ruso, Сергей Новиков– (Chabusy, 27 de abril de 1979) es un deportista bielorruso que compitió en biatlón.
Participó en tres Juegos Olímpicos de Invierno, obteniendo una medalla de plata en Vancouver 2010 en la prueba 20 km individual. Ganó una medalla de plata en el Campeonato Mundial de Biatlón de 2008 y cinco medallas en el Campeonato Europeo de Biatlón entre los años 1999 y 2007.

## Palmarés internacional
| Juegos Olímpicos   | Juegos Olímpicos    | Juegos Olímpicos  | Juegos Olímpicos |
| Año                | Lugar               | Medalla           | Prueba           |
| ------------------ | ------------------- | ----------------- | ---------------- |
| 2010               | Vancouver (Canadá)  | Medalla de plata  | Individual       |
| Campeonato Mundial |                     |                   |                  |
| Año                | Lugar               | Medalla           | Prueba           |
| 2008               | Östersund (Suecia)  | Medalla de plata  | Relevo mixto     |
| Campeonato Europeo |                     |                   |                  |
| Año                | Lugar               | Medalla           | Prueba           |
| 1999               | Izhevsk (Rusia)     | Medalla de bronce | Relevos          |
| 2006               | Langdorf (Alemania) | Medalla de oro    | Persecución      |
| 2006               | Langdorf (Alemania) | Medalla de oro    | Relevos          |
| 2006               | Langdorf (Alemania) | Medalla de plata  | Velocidad        |
| 2007               | Bansko (Bulgaria)   | Medalla de bronce | Relevos          |